# Agbada

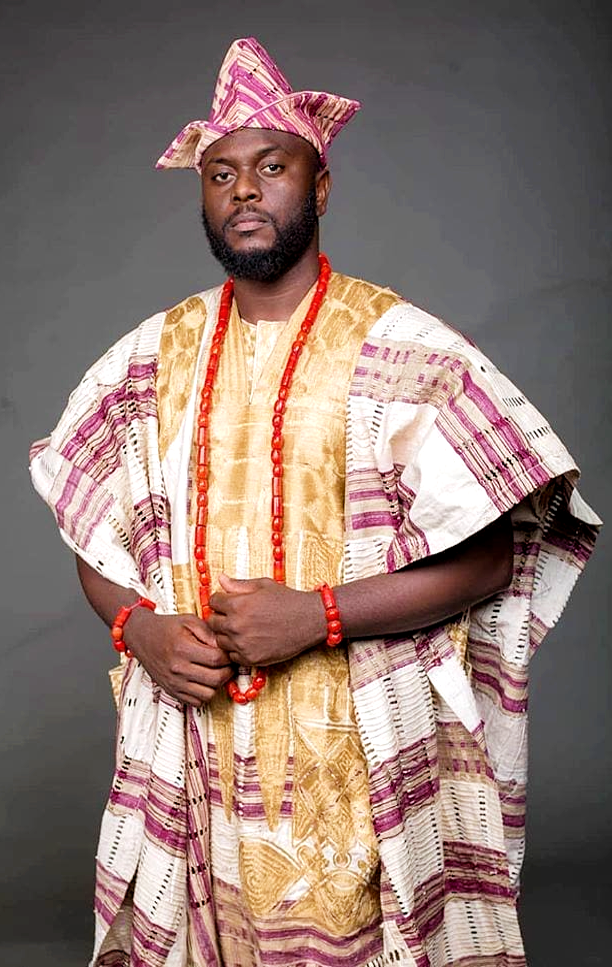
Homem iorubá em agbada

Agbada é o manto esvoaçante tradicionalmente usado pelo povo iorubá em toda a África Ocidental. Ele vem com um pano interno de vários comprimentos e também vem com sokoto (um par de roupas de baixo em forma de calças nativas). Ele também é usado na maioria das vezes com diferentes bonés como fila ou abeti aja. Contas iorubás tradicionais são frequentemente usadas com ele. O agbada é um traje masculino usado para eventos especiais e vida cotidiana, dependendo da extravagância da vestimenta. É um manto distinto que vem em diferentes estilos e designs.
Muitos Agbada são feitos com tecido aso oke ou aso ofi, mas podem ser feitos em outros tecidos diferentes, incluindo adire. Agbada é um pouco semelhante ao boubou/ babariga, mas é diferente em aparência, estilo, forma, tecidos e materiais usados e são bastante distinguíveis. Agbada geralmente apresenta bordados nativos iorubás, muitas vezes ao lado do nó de Salomão nativo da cultura iorubá. Agbada é um dos trajes dos homens iorubás, ao lado de outros como gbariye, sulia, oyala, kembe. Gbariye é próximo em aparência ao agbada e muitas vezes considerado um tipo de agbada.
A palavra agbada deu origem à palavra do português abadá, que pode se referir a vários itens de vestuário, como as calças usadas pelos capoeiristas e uma camisa vendida em um carnaval (geralmente uma regata).

## História

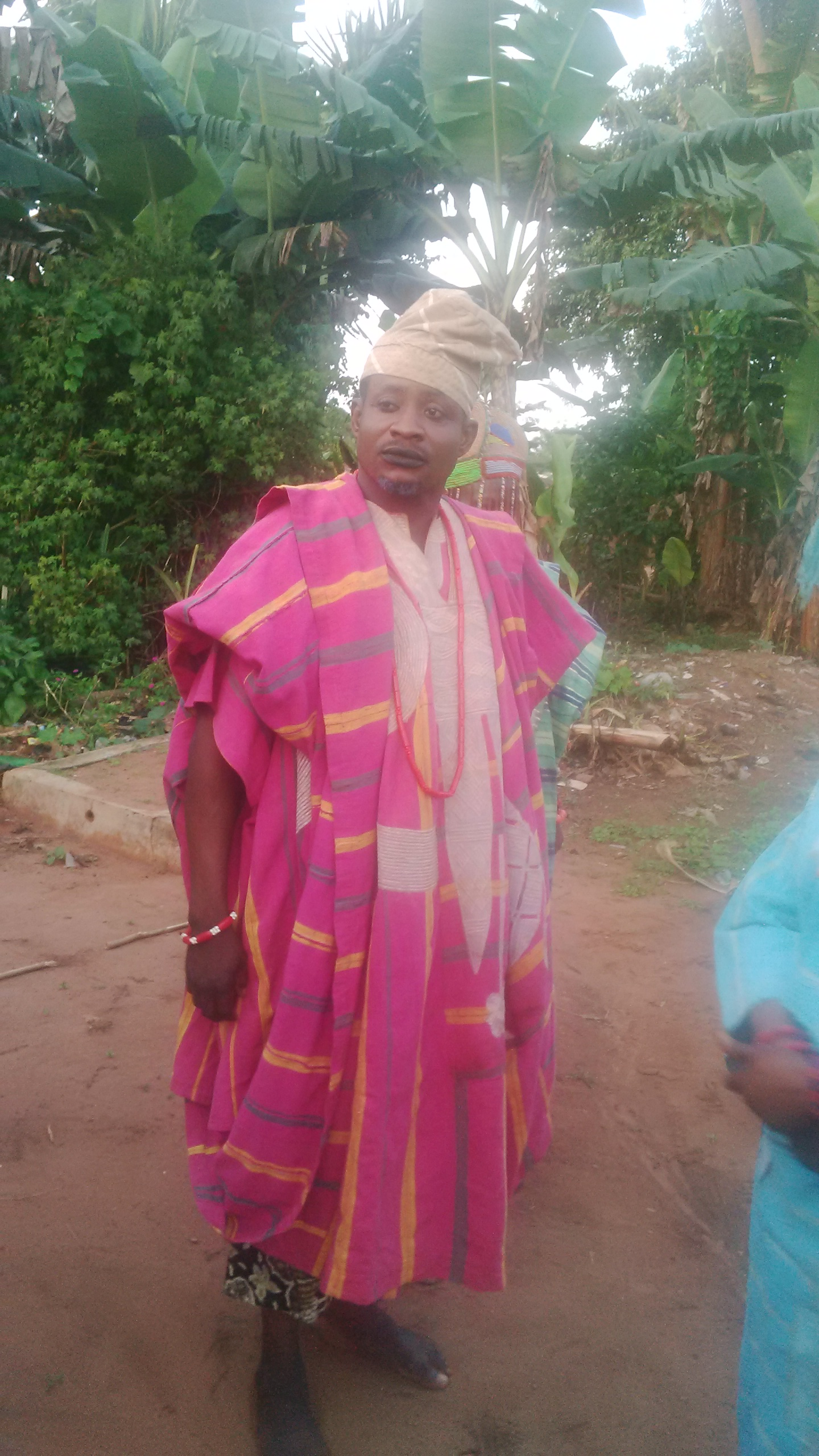
Um homem iorubá atuando em um drama tradicional, vestindo um agbada

Agbada é um traje masculino de quatro peças encontrado entre os iorubás do sudoeste da Nigéria, Togo e Benim, África Ocidental.
Consiste em uma túnica externa larga e solta (awosoke), uma túnica (awotele), um par de calças compridas (sokoto) e um chapéu (fìla).
A túnica externa — da qual todo o traje deriva o nome agbada, que significa "traje volumoso" — é uma vestimenta grande, larga e na altura do tornozelo, na qual a peça central geralmente é coberta na frente e atrás com um bordado elaborado.
Em 1772, o agbada foi registrado como um tecido feito pelos iorubás, mostrando o artesanato dos tecelões iorubás, particularmente na produção de aso oke, um tecido feito à mão usado em sua criação.
Durante o auge do Império de Oió por volta de 1772, que dominou grande parte do atual sudoeste da Nigéria e além, o Agbada se tornou mais do que uma vestimenta local. Era frequentemente presenteado a governantes e elites vizinhos, incluindo o povo do Reino do Daomé (atual Benim), que estava sob a influência do Império Oyo na época. Essa troca cultural ajudou a solidificar o domínio da moda, arte e política iorubás em toda a região.

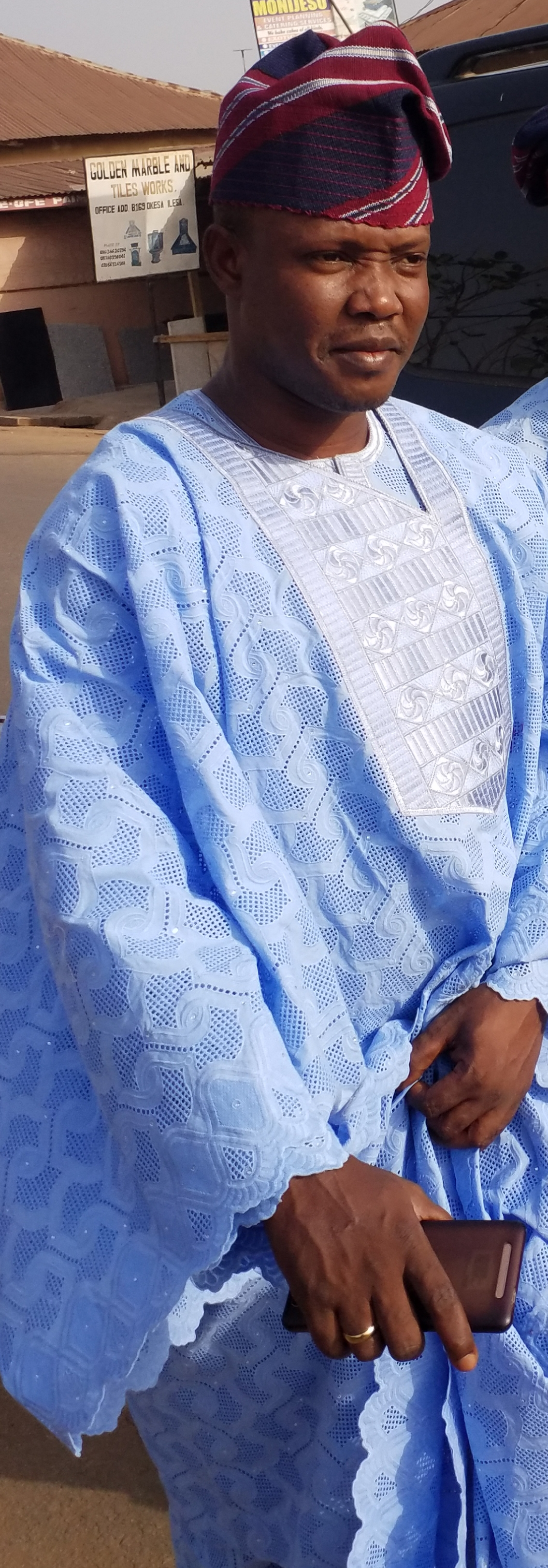
Homem iorubá em um tipo de agbada

A apresentação do agbada ao povo do Daomé sob o Império Oió simbolizou mais do que apenas moda — foi um gesto diplomático, enfatizando o poder e o alcance do Império Oió, bem como a integração de elementos culturais iorubás no cenário político mais amplo da África Ocidental.

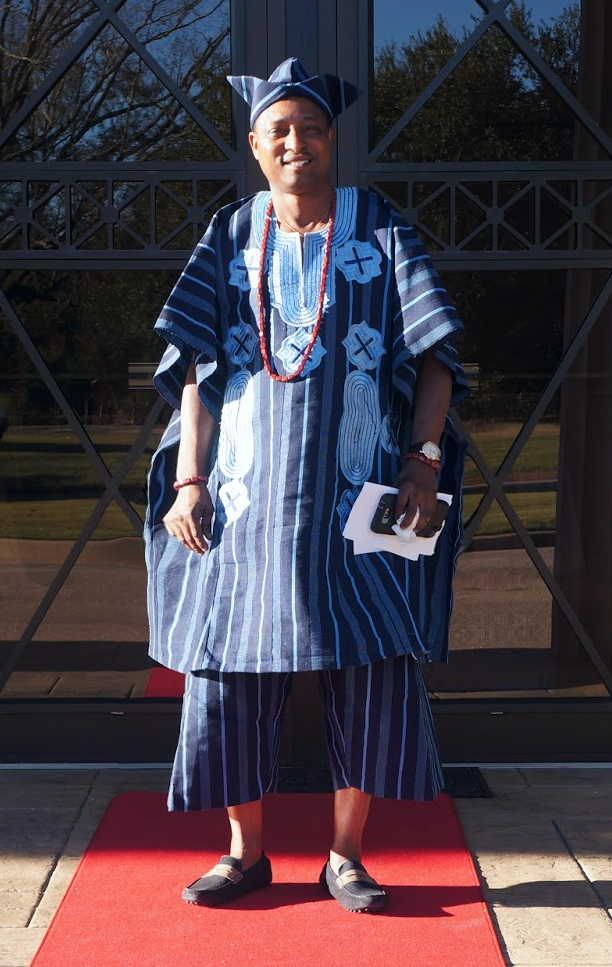
Homem iorubá em gbariye

Ao contrário da crença popular, o agbada não foi introduzido ou importado da região do Sahel. Registros históricos de 1826 documentaram que o agbada feito pelos iorubás era considerado superior em qualidade e design em comparação às vestimentas sahelianas. Essa distinção é importante, pois o agbada, embora compartilhe algumas semelhanças amplas com o boubou em termos de design fluido, não deve ser confundido com ele. O agbada representa uma parte única e intrincada da herança iorubá, destacando-se em sua sofisticação, simbolismo e artesanato, demonstrando a arte têxtil avançada dos iorubás bem antes que influências externas chegassem à região.